# Puchały (powiat pruszkowski)
Puchały – wieś sołecka w Polsce położona w województwie mazowieckim, w powiecie pruszkowskim, w gminie Raszyn.  
Wieś szlachecka Puchali Rędziny położona była w 1580 roku w powiecie warszawskim ziemi warszawskiej województwa mazowieckiego. W latach 1975–1998 miejscowość należała administracyjnie do województwa warszawskiego.

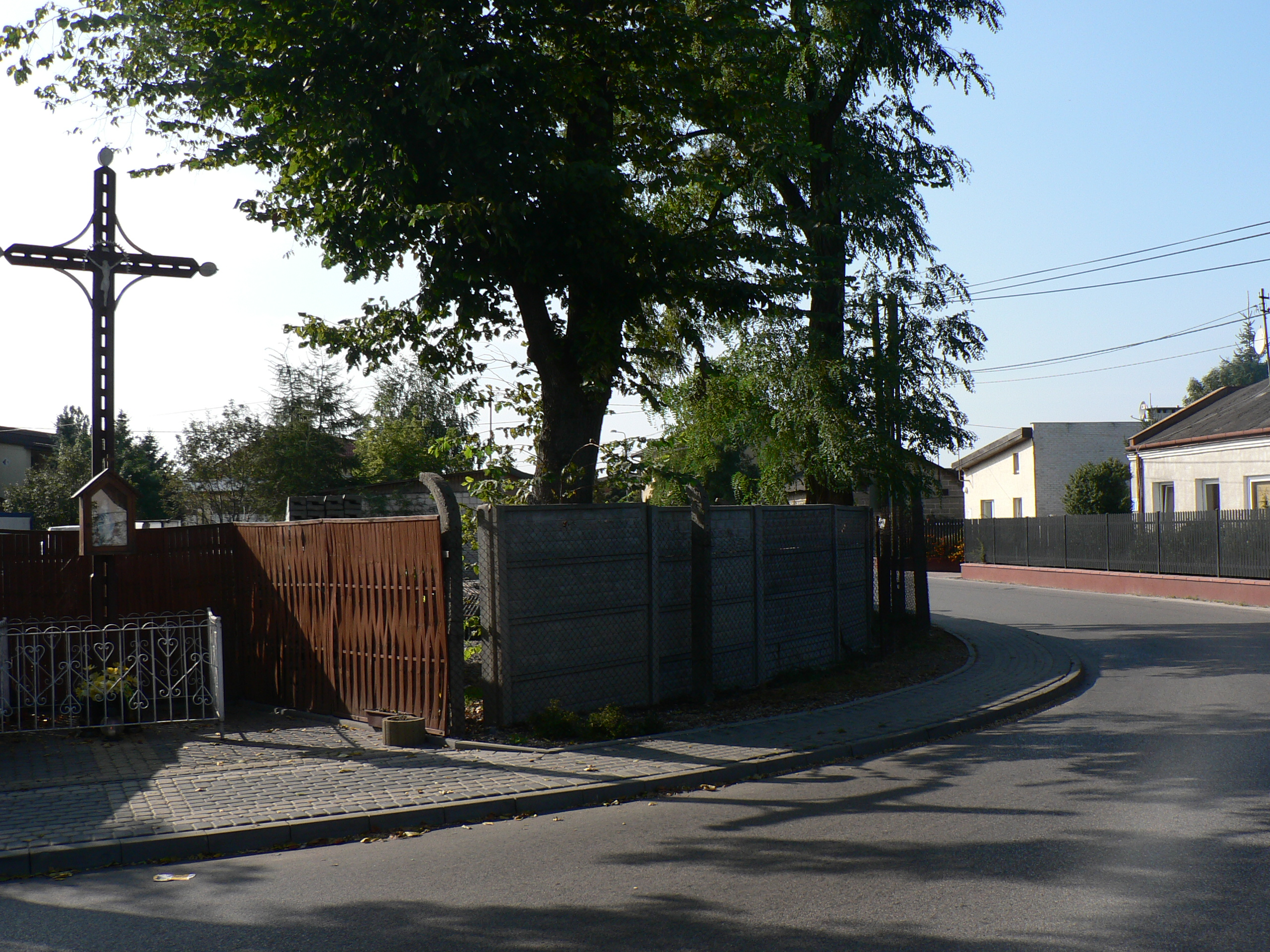
Główna droga i krzyż w Puchałach